# Kanton Arles
Der Kanton Arles ist ein französischer Wahlkreis im Département Bouches-du-Rhône in der Region Provence-Alpes-Côte d’Azur. Er umfasst drei Gemeinden. Durch die landesweite Neuordnung der französischen Kantone wurde er 2015 neu geschaffen.

## Gemeinden
Der Kanton besteht aus drei Gemeinden mit insgesamt 61.944 Einwohnern (Stand: 1. Januar 2022) auf einer Gesamtfläche von 1.206,92 km²:
| Gemeinde                  | Einwohner 1. Januar 2022 | Fläche km² | Dichte Einw./km² | Code INSEE | Postleitzahl | Arrondissement |
| ------------------------- | ------------------------ | ---------- | ---------------- | ---------- | ------------ | -------------- |
| Arles                     | 51.156                   | 758,93     | 67               | 13004      | 13200        | Arles          |
| Port-Saint-Louis-du-Rhône | 8.510                    | 73,38      | 116              | 13078      | 13230        | Arles          |
| Saintes-Maries-de-la-Mer  | 2.278                    | 374,61     | 6                | 13096      | 13460        | Istres         |
| Kanton Arles              | 61.944                   | 1.206,92   | 51               | 1304       | –            | –              |

## Politik
| Vertreter im Departementrat | Vertreter im Departementrat | Vertreter im Departementrat |
| Amtszeit                    | Namen                       | Partei                      |
| --------------------------- | --------------------------- | --------------------------- |
| 2015–                       | Nicolas Koukas Aurore Raoux | PCF                         |